# 山形県立左沢高等学校
山形県立左沢高等学校（やまがたけんりつ あてらざわこうとうがっこう Yamagata Prefectural Aterazawa High School）は、山形県西村山郡大江町大字藤田字山中にある県立高等学校。

## 設置学科
- 総合学科
  - 教養系列
  - 総合ビジネス系列
  - 果樹園芸系列

## 最寄り駅
- 左沢線左沢駅より山交バスで左沢高校前バス停下車。また徒歩で25分。

## 沿革
- 1948年（昭和23年）
  - 4月 - 山形県立高松高等学校として開校〔寒河江市高松-後の山形県立寒河江高等学校高松分校（農業校舎）〕
  - 7月 - 山形県立高松高等学校左沢分校設立（大江町左沢-現左沢小学校敷地）
- 1952年（昭和27年）4月 - 高校統廃合に伴い左沢分校・宮宿分校は、左沢高等学校および宮宿分校となる
- 1955年（昭和30年）4月 - 山形県立左沢高等学校宮宿分校を朝日分校と校名変更（町村合併による）
- 1985年（昭和60年） - 現在の藤田地区に移転
- 1998年（平成10年）3月 - 朝日分校が閉校
- 2004年（平成16年）4月 - 全日制の課程普通科1学級減 3学級に 定員1学年120名
- 2013年（平成25年）4月 - 総合学科に改編。寒河江工業高校とのキャンパス制導入。
- 2015年（平成27年）3月 - 普通科閉科。
- 2015年（平成27年）4月 - 寒河江高校より農場と果樹園を移管。

## 部活動
女子剣道部が強豪で全国高校総体、国体などで全国制覇をしている（県高校総体では平成22年度で28年連続優勝）。ちなみに、優勝数などを袴下部に☆印で刺繍するのが部の伝統。しかし平成23年の県高校総体の準決勝で山形城北高校に敗れて連続優勝が途切れた。
- 運動部
  - バスケットボール、バレーボール、卓球、硬式テニス、剣道、ソフトボール、野球、柔道
- 文化部
  - 美術、茶道、吹奏楽、JRC、放送

## 進路
進学と就職の割合がほぼ同じである。その中で進学の中では各種専門学校への進学が多く、4年制大学や短大への進学はやや少ない。

## 出身者
- 村山千夏 - 剣道家、埼玉県警察本部